# 新見市立大佐中学校
新見市立大佐中学校（にいみしりつ おおさちゅうがっこう）は、岡山県新見市にある公立中学校。

## 概要
新見市の北東部・旧大佐町唯一の中学校。生徒数は65名（2020年4月時点）。
大佐山（標高988ｍ）のふもとに位置し、周囲を水田に囲まれている。
年々過疎化が進む大佐地域では、単一幼稚園・小学校・中学校となっていて、かつ、一学年一クラスであるため、12年間を同じメンバーで過ごすことになる。
また、生徒の大半が県立新見高等学校・勝山高等学校に進学する。

## 沿革

### 略歴
新見市立大佐中学校は、1947年、刑部町丹治部村学校組合立大佐中学校として開校した。大佐町の発足に伴い、大佐町立大佐中学校と改称し、2005年、新見市立大佐中学校と改称した。

### 年表
- 1947年（昭和22年）
  - 3月31日 - 刑部町丹治部村学校組合立大佐中学校として設立認可
  - 5月12日 - 刑部町立刑部小学校の一部を仮校舎として開校
  - 5月27日 - 昭和青年学校の一部を仮校舎として昭和校舎を開設
  - 6月2日 - 丹治部村立布瀬小学校の一部を仮校舎として布瀬分教室を開設
- 1949年（昭和24年）10月1日 - 刑部町大字永富1745番地に校舎を新築
- 1955年（昭和30年）2月11日 - 大佐町の発足に伴い、大佐町立大佐中学校と改称
- 1960年（昭和35年）3月11日 - 布瀬分教室を布瀬分校に改称
- 1962年（昭和37年）4月1日 - 大佐町立大佐中学校と大佐町立上刑部中学校が統合。上刑部中学校大井野分校は、大佐中学校大井野分校として改称
- 1975年（昭和50年）5月26日 - 現在の校舎完成
- 1982年（昭和57年）4月1日 - 大井野分校が大佐町立大井野中学校として独立する
- 2005年（平成17年）
  - 3月31日 - 市町合併により（新）新見市が発足。それに伴い、新見市立大佐中学校と改称　
  - 4月1日 - 新見市立大井野中学校を統合する

## 教育方針

### めざす大佐っ子像
ふるさとを愛する　たくましい　大佐っ子

### 学校教育目標
心身ともにたくましい、知性豊かな生徒の育成

## 学校行事
| - 4月 始業式・入学式 - 5月 - 6月 | - 7月 終業式 - 8月 - 9月 始業式 | - 10月 - 11月 - 12月 終業式 | - 1月 始業式 - 2月 - 3月 終業式・卒業式 |

## 生徒会活動・部活動など

### 運動部
- 野球
- ソフトテニス
- 卓球
- バレーボール（女子のみ）

## 通学区域
- 新見市
  - 大井野全域、上刑部全域、小阪部全域、永富全域、小南全域、布瀬全域、田治部全域（東山、平吹、尾原は希望により新見市立新見第一中学校へ通学することができる）、菅生のうちスス原の一部、豊永赤馬のうち川筋[5]

## 進学前小学校
- 新見市立刑部小学校

## 交通
- JR西日本姫新線刑部駅より徒歩8分

## 校歌
作詞・中村孝之
作曲・野上義臣